# Rajd Wartburga 1988
Rajd Wartburg 1988 (31. Rallye Wartburg) – 31. edycja rajdu samochodowego Rajd Wartburg rozgrywanego w NRD. Rozgrywany był od 20 do 22 października 1988 roku. Rajd był piątą rundą Rajdowego Pucharu Pokoju i Przyjaźni w roku 1988.

## Klasyfikacja rajdu
| Miejsce                        | Kierowca                       | Pilot                          | Samochód                       | Czas                           | Strata                         |                                |
| Klasyfikacja generalna i RPPiP | Klasyfikacja generalna i RPPiP | Klasyfikacja generalna i RPPiP | Klasyfikacja generalna i RPPiP | Klasyfikacja generalna i RPPiP | Klasyfikacja generalna i RPPiP | Klasyfikacja generalna i RPPiP |
| ------------------------------ | ------------------------------ | ------------------------------ | ------------------------------ | ------------------------------ | ------------------------------ | ------------------------------ |
| 1.                             | Pavel Sibera                   | Petr Gross                     | Škoda 130 LR                   | 2:38:02                        | -                              |                                |
| 2.                             | Jiří Urban                     | Jiří Klíma                     | Škoda 130 LR                   | 2:41:31                        | +3:29                          |                                |
| 3.                             | Václav Blahna                  | Pavel Schovánek                | Lada VAZ 2105 VFTS             | 2:43:47                        | +5:45                          |                                |
| 4.                             | Joel Tammeka                   | Ants Kulgevee                  | Lada VAZ 2105 VFTS             | 2:46:00                        | +7:58                          |                                |
| 5.                             | Ilmar Raissar                  | Rein Talvar                    | Lada VAZ 2105 VFTS             | 2:46:56                        | +8:54                          |                                |
| 6.                             | Jānis Lavrinovich              | Raimondas Pokulis              | Lada VAZ 2105 VFTS             | 2:49:53                        | +11:51                         |                                |
| 7.                             | Jan Trajbold st.               | Vladimír Zelinka               | Škoda 130 LR                   | 2:51:15                        | +13:13                         |                                |
| 8.                             | Zdeněk Pipota                  | Pavel Šedivý                   | Škoda 130 LA                   | 2:51:22                        | +13:20                         |                                |
| 9.                             | Nikolai Nikolov                | Krasimir Petrov                | Lada VAZ 2105 VFTS             | 2:54:29                        | +16:27                         |                                |
| 10.                            | Wolfgang Krügel                | Dieter Schenk                  | Wartburg 353 W 460             | 2:54:53                        | +16:51                         |                                |

| 1. | Czechosłowacja |
| 2. | ZSRR           |
| 3. | NRD            |
| 4. | Polska         |
| 5. | Bułgaria       |